# Nocek Bechsteina
Nocek Bechsteina (Myotis bechsteinii) – gatunek ssaka z podrodziny nocków (Myotinae) w obrębie rodziny mroczkowatych (Vespertilionidae).

## Taksonomia
Gatunek po raz pierwszy zgodnie z zasadami nazewnictwa binominalnego opisał w 1817 roku niemiecki przyrodnik Heinrich Kuhl, nadając mu nazwę Vespertilio Bechsteinii. Holotyp pochodził z Hanau, w Hesji, w Niemczech.
Myotis bechsteinii należy do podrodzaju Myotis i grupy gatunkowej daubentonii. Ostatnie analizy filogenetyczne pozwoliły zdefiniować klad obejmujący M. bechsteinii, M. daubentonii, M. sicarius, M. longicaudatus, M. soror i M. fratei. Autorzy Illustrated Checklist of the Mammals of the World uznają ten gatunek za monotypowy. 

### Etymologia
- Myotis: gr. μυς mus, μυός muos „mysz”; ους ous, ωτος ōtos „ucho”[13].
- bechsteinii: dr Johann Matthäus Bechstein (1757–1822), niemiecki przyrodnik, pionier ochrony przyrody[14].

## Zasięg występowania
Nocek Bechsteina występuje w Europie, od południowej Szwecji, południowej Wielkiej Brytanii i Półwyspu Iberyjskiego po Ukrainę, Grecję i Trację (w tym Korsyka i Sycylia na Morzu Śródziemnym) oraz na odizolowanych obszarach w południowo-zachodniej Azji, w tym Turcji (Anatolia) i regionie Kaukazu.

## Morfologia
Długość ciała (bez ogona) 38–55 mm, długość ogona 30–47 mm, długość ucha 20–26 mm, długość przedramienia 39–47 mm; masa ciała 7–14 g. Futro ubarwione ma na grzbiecie na kolor szarobrunatny, spód ciała jest popielaty. Ma bardzo długie uszy, nie stykające się ze sobą. Wzór zębowy: I {\displaystyle {\tfrac {2}{3}}} C {\displaystyle {\tfrac {1}{1}}} P {\displaystyle {\tfrac {3}{3}}} M {\displaystyle {\tfrac {3}{3}}} = 38. Kariotyp wynosi 2n = 44 i FNa = 52 (Grecja i Turcja).

## Ekologia
Biotop: Zamieszkuje głównie w dziuplach drzew, rzadziej w skrzynkach lęgowych dla ptaków. Samce zamieszkują przeważnie samotnie, samice w niewielkich koloniach, często zmieniających kryjówki. Żeruje w lasach, często wśród koron drzew. Na sen zimowy przenosi się do miejsc o wysokiej wilgotności powietrza (do 100%), gdzie temperatura nie spada w zimie poniżej plus kilku stopni Celsjusza. Są to zwykle jaskinie, piwnice, opuszczone kopalnie, itp.
Tryb życia: Żywi się owadami i innymi stawonogami (pajęczaki, wije), które zbiera z liści, gałęzi i pni drzew; wśród jego ofiar liczne są gatunki pozbawione zdolności lotu, bądź latające w dzień. Poluje nocą, na polowania wylatuje późnym wieczorem, lata dosyć ociężale i wolno. Podczas lotów posługuje się echolokacją, natomiast ofiary lokalizuje najczęściej słuchając biernie wydawanych przez nie dźwięków. Gatunek osiadły, nie odbywa dalekich wędrówek.
Rozród: Samica rodzi w czerwcu – lipcu jedno młode. Żyje do 21 lat.

## Ochrona
W Czerwonej księdze gatunków zagrożonych Międzynarodowej Unii Ochrony Przyrody i Jej Zasobów został zaliczony do kategorii NT (ang. Near Threatened „bliski zagrożenia”). W Polsce jest objęty ścisłą ochroną gatunkową oraz wymagający ochrony czynnej, dodatkowo obowiązuje zakaz fotografowania, filmowania lub obserwacji, mogących powodować płoszenie lub niepokojenie. Umieszczony w Polskiej czerwonej księdze zwierząt jako gatunek bliski zagrożenia (kategoria NT – Near Threatened).